# Mare de Déu del Puig de Bellver
La Mare de Déu del Puig de Bellver és una església de Sant Celoni (Vallès Oriental) inclosa a l'Inventari del Patrimoni Arquitectònic de Catalunya.

## Descripció
És un edifici religiós, de planta quadrada i absis circular. La volta de l'absis és plana i la de la nau nervada sobre mènsules. És moderna. Té una portada d'arc de mig punt. Un pòrtic construït l'any 1964, format per cinc arcs de mig punt.
A l'interior, als costats de la nau, hi ha unes pintures modernes que representen Sant Celoni i Sant Armenter dins d'uns nínxols d'arc de mig punt. Hi ha un altar de pedra. Al costat de l'edifici hi ha una torre obelisc.

## Història
Molt abans del 1537 es venerava aquesta verge en una capella situada en la muntanyeta del Puig Penjadís o de Bellver, molt a prop de la vila. Aquesta capella fou regentada pels frares caputxins des del 1582 fins al 1618, any en què es traslladaren a un nou monestir. Durant el segle xix amenaçava ruïna i el dia 25 de maig del 1929 es posà la primera pedra de l'ermita. Durant la Guerra Civil fou profanada i destruïda, però es tornà a reconstruir. L'obelisc que domina la vall de Sant Celoni fou construït al costat de l'església l'any 1962, obra de Joan Bergós i Massó. Està arrebossat.